# Agenda 21
Agenda 21 er en 300 siders plan for at opnå en bæredygtig udvikling i det 21. århundrede, der blev vedtaget på FN's konference for miljø og udvikling, UNCED i Rio de Janeiro i 1992. Planen har senere været udgangspunktet for FN's Global Compacts principper vedrørende miljø.
Samtidig nedsattes The Commission on Sustainable Development (Kommissionen for Bæredygtig Udvikling) – bedre kendt som CSD – for at sikre en effektiv opfølgning på Rio-topmødet, hvor verdens lederes også underskrev 
- Rammekonventionen om Klimaforandringer
- Konventionen om Biologisk Diversitet
- Rio-erklæringen
- Principperne for Skovdrift

Agenda betyder huskeliste eller dagsorden og 21 henviser til det 21. århundrede. Det væsentlige ved denne vedtagelse er, at den skal omsættes i lokale initiativer, og til det formål indeholder vedtagelsen også et kapitel (kap. 28) om "lokale myndigheders initiativer til støtte for Agenda 21".
Deri står der bl.a.:
- Eftersom så mange af de problemer og løsninger, som behandles i Agenda 21 har deres rødder i lokale aktiviteter, kommer de lokale myndigheders deltagelse og samarbejde til at spille en afgørende rolle for, at målene bliver nået.
- Hver lokal myndighed bør indlede en dialog med sine medborgere, lokale organisationer og private virksomheder og vedtage en 'lokal Agenda 21'.
- Senest i 1996 bør de fleste lokale myndigheder i hvert land have indledt en rådførende proces med deres befolkninger og have opnået enighed om en 'lokal Agenda 21' for de lokale samfund.
- Rådføringsprocessen bør forøge hver husholdnings bevidsthed om spørgsmål om bæredygtig udvikling.

I Danmark er lokal Agenda 21 reguleret i planlovens § 33a+b. Kommuner og regioner skal med faste intervaller udarbejde en strategi for, hvordan der bidrages til bæredygtig udvikling. Der er ikke mulighed for at håndhæve manglende eller mangelfulde strategier, og det er således et rent politisk instrument.